# Kazimierz Przybyłowski
Kazimierz Karol Przybyłowski (ur. 9 października 1900 we Lwowie, zm. 1 października 1987 w Krakowie) – polski prawnik, profesor Uniwersytetu Jana Kazimierza we Lwowie i Uniwersytetu Jagiellońskiego (od 1945), członek Komisji Kodyfikacyjnej RP, ostatni dziekan Wydziału Prawa UJK, adwokat.

## Życiorys
Urodzony 9 października 1900 we Lwowie, w rodzinie Piotra i Julii z Kozaków. Ukończył 4 klasy szkoły ludowej, a następnie VI gimnazjum, zdając w 1918 egzamin dojrzałości. W okresach: grudzień 1917 – lipiec 1918 służył w Polskim Korpusie Posiłkowym. Od 21 listopada 1918 do 21 sierpnia 1919 w Wojsku Polskim. Za walkę w obronie Lwowa w 1918 otrzymał odznakę „Orlęta”. Następnie jako ochotnik (bombardier) Wojska Polskiego walczył w wojnie z Rosją Sowiecką (lipiec – listopad 1920).
W latach 1919–1922 studiował na Wydziale Prawa UJK we Lwowie. W okresie od września 1922 do marca 1924 odbył aplikację w Prokuratorii Generalnej we Lwowie. W marcu 1924 został mianowany asesorem, a w czerwcu 1929 referendarzem Prokuratorii Generalnej RP, oddział we Lwowie. Zwolniony został ze służby w Prokuratorii w styczniu 1930 z powodu mianowania go profesorem nadzwyczajnym prawa cywilnego w UJK.
Od 1923 był asystentem przy Katedrze Prawa Cywilnego, kierowanej przez prof. Ernesta Tilla i Romana Longchamps de Bérier. Po rocznych studiach we Francji (Strasburg, Paryż) oraz w Szwajcarii (Bazylea) w dniu 6 maja 1927 habilitował się, otrzymując stopień naukowy docenta prawa cywilnego na Wydziale Prawa UJK. W roku akademickim 1927/1928 był zastępcą na II Katedrze prawa cywilnego (po zmarłym prof. E. Tillu). 5 grudnia 1929 Prezydent RP mianował go profesorem nadzwyczajnym prawa cywilnego na UJK, a 4 kwietnia 1936 profesorem zwyczajnym prawa cywilnego w UJK od roku akademickiego 1936/1937.
W latach 1934/35 – 1936/37 był delegatem Wydziału Prawa do Senatu Akademickiego UJK, a latach 1937/38 – 1939/40 dziekanem Wydziału Prawa (po raz trzeci wybrany na przełomie czerwca/lipca 1939, funkcję pełnił do 5 grudnia 1939).
Od 1928 kierował II Katedrą Prawa Cywilnego UJK, a od 1932 Zakładem Prawa Międzynarodowego Prywatnego na WP UJK. W latach 1930–1939 wykładał prawo prywatne międzynarodowe w Akademii Handlu Zagranicznego we Lwowie, a w latach 1931–1939 i 1945–53 wykładał również prawo cywilne w Katolickim Uniwersytecie Lubelskim. W latach 1940–1941 i 1944–45 kierował katedrą prawa cywilnego na Państwowym Uniwersytecie Lwowskim (od 8 stycznia 1940 Państwowym Uniwersytecie Lwowskim im. Iwana Franki). W latach 1941–1945 kierował tajnym Wydziałem Prawa UJK.
Aresztowany 3 stycznia 1945 w ramach sowieckiej akcji przeciwko „polskim nacjonalistom i folksdojczom”, więziony był wraz z kilkunastoma innymi polskimi uczonymi w obozie kontrolno-filtracyjnym nr 037 w Krasnodonie, skąd został zwolniony 8 września 1945.
W październiku 1945 został zmuszony wraz z innymi Polakami do opuszczenia Lwowa i przeniósł na Uniwersytet Jagielloński, gdzie wykładał w latach 1945–1971 będąc profesorem zwyczajnym na Wydziale Prawa UJ. W 1985 Wydział Prawa UJ nadał mu godność doktora honoris causa.
Opublikował m.in.: Klauzula rebus sic stantibus w rozwoju historycznym (Lwów 1926), Wpływ zmiany stosunków na zobowiązania (Klauzula rebus sic stantibus – jej renesans w dobie współczesnej) (Lwów 1926), Der Einfluß veränderter Umstände auf die Schuldverhältnisse in der polnischen Rechtsprechung und Literatur (Berlin 1929), Podstawowe zagadnienia z zakresu ochrony posiadania (Lwów 1929), Czasowe ograniczenie roszczeń posesoryjnych (Lwów 1931), Kilka uwag o znaczeniu rejestru statków powietrznych w zakresie praw rzeczowych (Poznań 1937), Prawo prywatne międzynarodowe, cz. I (Lwów 1935), Z problematyki stosowania obcych norm kolizyjnych. Ustawowe uregulowanie uwzględnienia obcych norm kolizyjnych w polskim prawie międzynarodowym prywatnym (Kraków 1959).
Jego uczniami byli m.in.: Bronisław Walaszek, Sylwester Wójcik, Mieczysław Sośniak, Franciszek Zachariasiewicz, Józef Skąpski, Maksymilian Pazdan, Edward Drozd, Andrzej Mączyński, Ludwik Sohn.
Od 13 czerwca 1927 był mężem Marii Kazimiery Dworzak.
Zmarł 1 października 1987 w Krakowie. Pochowany został 8 października 1987 na cmentarzu Rakowickim (kwatera PAS 100-85-za gr. rodziny Wadowskich, przy ogrodzeniu).

## Ordery i odznaczenia
- Krzyż Komandorski Orderu Odrodzenia Polski (1965)
- Krzyż Oficerski Orderu Odrodzenia Polski (3 lutego 1947)[8]
- Złoty Krzyż Zasługi (28 września 1954)[9]
- Medal 10-lecia Polski Ludowej (15 stycznia 1955)[10]
- Odznaka pamiątkowa „Orlęta”